# Gols (Oostenrijk)
Gols is een gemeente in de Oostenrijkse deelstaat Burgenland, gelegen in het district Neusiedl am See. De gemeente heeft ongeveer 3500 inwoners.

## Geografie
Gols heeft een oppervlakte van 42,23 km². Het ligt in het uiterste oosten van het land.
Andau · Apetlon · Bruckneudorf · Deutsch Jahrndorf · Edelstal · Frauenkirchen · Gattendorf · Gols · Halbturn · Illmitz · Jois · Kittsee · Mönchhof · Neudorf bei Parndorf · Neusiedl am See · Nickelsdorf · Pama · Pamhagen · Parndorf · Podersdorf am See · Potzneusiedl · Sankt Andrä am Zicksee · Tadten · Wallern im Burgenland · Weiden am See · Winden am See · Zurndorf
- Gemeinsame Normdatei: 4093749-5
- MusicBrainz: a196351a-0854-4099-8e24-160a25f1b263
- Virtual International Authority File: 242558832
- WorldCat: E39PBJwRPdBmTRK9wJrqypFqcP